# Parafia św. Michała Archanioła w Ujanowicach
Parafia św. Michała Archanioła w Ujanowicach – parafia rzymskokatolicka, należąca do dekanatu ujanowickiego w diecezji tarnowskiej. Swoim zasięgiem obejmuje wsie: Ujanowice, Kobyłczynę, Sechnę i Strzeszyce. Opiekę nad nią sprawują księża diecezjalni.
Odpust parafialny obchodzony jest w niedzielę przed lub po 29 września. 
Proboszczem parafii jest ksiądz Wiesław Dzięgiel.

## Historia
Parafia w Ujanowicach powstała w pierwszej połowie XIV wieku. W połowie XV wieku należało do niej aż siedem wsi, co udokumentował Jan Długosz w swoim dziele Liber beneficiorum. W latach 1509–1526 zbudowano obecny kościół, w miejscu starego drewnianego. Fundatorem świątyni był klasztor klarysek ze Starego Sącza, do którego wieś należała.
W 1925 od parafii w Ujanowicach oddzielono parafię w Kamionce Małej, w 1932 parafię w Jaworznej, a w 1970 parafię w Krosnej.

## Kościoły
Kościołem parafialnym jest znajdujący się w centrum Ujanowic murowany kościół pw. św. Michała Archanioła.
Ponadto parafia ma filie w dwóch podległych miejscowościach:
- Kaplica Matki Bożej Częstochowskiej w Sechnej – murowana kaplica, wykończona drewnem. Prowadzą do niej drzwi ozdobione płaskorzeźbą przedstawiającą świętych i błogosławionych. Znajduje się tu panorama klasztoru z Jasnej Góry, autorstwa Józefa Gwiżdża – miejscowego rzemieślnika. W kaplicy znajduje się również figura Matki Bożej Niepokalanie Poczętej.
- Kaplica w Strzeszycach – urządzona w dawnym budynku szkoły prowadzonej przez Siostry Służebniczki Najświętszej Maryi Panny. Nad wejściem do niej umieszczono drewnianą płaskorzeźbę, przedstawiającą dwa klęczące w pozie modlitewnej anioły.